# Oblast' di Orenburg
L'oblast' di Orenburg (in russo Оренбургская область?, Orenburgskaja oblastʾ) è un'oblast' della Russia che si estende nella parte sud-orientale della Russia europea ed occupa una vasta zona degli Urali meridionali al confine con il Kazakistan.

## Economia
Il terreno attraversato dal fiume Ural e dai suoi affluenti (Samara, Sakmara, Salmyš) è molto fertile ed ha favorito le colture agricole, in particolare la cerealicoltura, e le industrie alimentari. Molto sfruttata è la caccia con le annesse industrie conciarie, calzaturiere e tessili. Importante l'allevamento (ovini e cavalli).

## Città
La capitale Orenburg (400 000 abitanti) presso la confluenza del fiume Samara nell'Ural possiede un aeroporto e fu fondata intorno al 1750. Dal 1938 al 1957 si chiamò Čkalov.
La seconda città dell'oblast' è Orsk (275 000 abitanti) alla confluenza del fiume Or' nell'Ural, 56 km a monte del bacino omonimo ottenuto con lo sbarramento dell'Ural e nota per le industrie petrolchimiche.
Altre città importanti sono: Buzuluk (75 000 abitanti) sul fiume Samara nota per le industrie del legno ed alimentari; Soročinsk (32 000 abitanti) sul fiume Samara con industrie alimentari; Sol'-Ileck (35 000 abitanti) sul fiume Ilek importante nodo ferroviario della Transcaspica: Akbulak, sul fiume Ilek, grosso mercato del bestiame; Novotroick (105 000 abitanti), città mineraria (nichel, cobalto e cromo); Gaj, sulla destra dell'Ural ai piedi dei Monti Urali, con le industrie conciarie; Tjul'gan e Novosergievka.

## Geografia antropica

### Suddivisioni amministrative

#### Rajon
La oblast' di Orenburg comprende 35 rajon (fra parentesi il capoluogo; sono indicati con un asterisco i capoluoghi non direttamente dipendenti dal rajon ma posti sotto la giurisdizione della oblast'):
- Abdulinskij (Abdulino*)
- Adamovskij (Adamovka)
- Akbulakskij (Akbulak)
- Aleksandrovskij (Aleksandrovka)
- Asekeevskij (Asekeevo)
- Beljaevskij (Beljaevka)
- Buguruslanskij (Buguruslan*)
- Buzulukskij (Buzuluk*)
- Dombarovskij (Dombarovskij)
- Gajskij (Gaj*)
- Gračëvskij (Gračëvka)
- Ilekskij (Ilek)
- Jasnenskij (Jasnyj*)
- Krasnogvardejskij (Plešanovo)
- Kuvandykskij (Kuvandyk*)
- Kurmanaevskij (Kurmanaevka)
- Kvarkenskij (Kvarkeno)
- Matveeskij (Matveevka)

- Novoorskij (Novoorsk)
- Novosergievskij (Novosergievka)
- Oktjabr'skij (Oktjabr'skoe)
- Orenburgskij  (Orenburg*)
- Perevolockij (Perevolockij)
- Pervomajskij (Pervomajskij)
- Ponomarëvskij (Ponomarëvka)
- Sakmarskij (Sakmara)
- Saraktašskij (Saraktaš)
- Šarlykskij (Šarlyk)
- Svetlinskij (Svetlyj)
- Sol'-Ileckij (Sol'-Ileck*)
- Soročinskij (Soročinsk*)
- Severnyj (Severnoe)
- Tašlinskij (Tašla)
- Tjul'ganskij (Tjul'gan)
- Tockij (Tockoe)

#### Città
I centri abitati della oblast' che hanno lo status di città (gorod) sono 12, tutte sottoposte alla giurisdizione della oblast' e costituenti pertanto una divisione amministrativa di secondo livello, pari a quella dei rajon:
- Abdulino
- Buguruslan
- Buzuluk
- Gaj
- Jasnyj
- Kuvandyk

- Mednogorsk
- Novotroick
- Orenburg
- Orsk
- Sol'-Ileck
- Soročinsk

#### Città chiusa
Il villaggio (posëlok) di Komarovskij è un insediamento chiuso (ZATO).